# Thomas Pulloppillil
Thomas Pulloppillil (* 14. Juli 1954 in Nadukani, Kerala, Indien) ist Bischof von Bongaigaon.

## Leben
Thomas Pulloppillil empfing am 6. April 1981 das Sakrament der Priesterweihe.
Am 10. Mai 2000 ernannte ihn Papst Johannes Paul II. zum Bischof von Bongaigaon. Der Erzbischof von Guwahati, Thomas Menamparampil SDB, spendete ihm am 20. August desselben Jahres die Bischofsweihe; Mitkonsekratoren waren der Erzbischof von Imphal, Joseph Mittathany, und der Bischof von Tezpur, Robert Kerketta SDB.